# Sugar Music
Sugar Music est un label de disques et éditeur de musique italien basé à Milan, fondé en 1989 par la chanteuse Caterina Caselli.

## Histoire
Le label Sugar Music a été fondé en 1989 par la chanteuse italienne Caterina Caselli, après la vente à Warner Music Group de CGD, une maison de disques dirigée le beau-père de la chanteuse, Ladislao Sugar, puis par son petit-fils Piero Sugar.
L'entreprise  est dirigée par Filippo Sugar fils unique de Piero Sugar et Caterina Caselli.
Le catalogue de Sugar Music comporte plus de 80 000 titres et des auteurs-compositeurs comme Ennio Morricone, Nino Rota, Luis Bacalov, Armando Trovaioli, Giancarlo Bigazzi, Umberto Tozzi, Lucio Battisti, Fred Buscaglione, Paolo Conte, et des succès comme Gloria ,  Ti amo , Self Control, Nessuno mi può giudicare , Un'estate italiana (en) ,  Con te partirò/Time to Say Goodbye.
Au fil du temps, le label d'enregistrement Sugar a découvert et promu des artistes comme Andrea Bocelli, Elisa, Negramaro, Malika Ayane et Raphael Gualazzi Madame,  Lucio Corsi, ainsi que  des éditeurs comme Salmo,  Tiziano Ferro et Cesare Cremonini,.